# Lampa diabła
Lampa diabła lub Zauroczony, lub Egzorcysta (hiszp. Lámpara descomunal lub El hechizado por fuerza) – obraz hiszpańskiego malarza Francisca Goi, znajdujący się w kolekcji National Gallery w Londynie. Należy do cyklu sześciu obrazów gabinetowych o wymiarach ok. 43 × 30 cm, których tematem są czary. Obrazy nie tworzą razem jednej historii, nie mają też wspólnego znaczenia, dlatego właściwa jest interpretacja każdego z osobna. Cała seria była własnością książąt Osuny i zdobiła ich letnią rezydencję Alameda de Osuna. Oprócz Lampy diabła do serii należą: Sabat czarownic (lub Wielki kozioł), Lot czarowników, Urok, Kuchnia czarownic oraz Kamienny gość. Cztery obrazy znajdują się w różnych kolekcjach publicznych, jeden w kolekcji prywatnej, a ostatni jest uznawany za zaginiony.

## Okoliczności powstania

### Mecenat książąt Osuny
W początkach swojej kariery w Madrycie Goya pracował głównie dla Królewskiej Manufaktury Tapiserii, jednocześnie poszerzając swoją prywatną klientelę wśród stołecznej arystokracji i burżuazji. Ważnymi mecenasami malarza zostali książęta Osuny Pedro Téllez-Girón i jego żona María Josefa Pimentel. Należeli do intelektualnych elit i czołowych przedstawicieli hiszpańskiego oświecenia. Wspólnie organizowali wieczory dyskusyjne, na które zapraszano wybitnych ilustrados. Aktywnie wspierali kulturę; zgromadzili pokaźną bibliotekę, a w swojej rezydencji organizowali przedstawienia teatralne. Roztaczali mecenat nad naukowcami i artystami epoki, do których oprócz Goi należał m.in. Leandro Fernández de Moratín. W latach 1785–1817 Goya namalował dla nich około 30 dzieł – portrety patronów i ich dzieci, sceny religijne i obrazy gabinetowe. Nabyli także pierwsze edycje rycin z serii Kaprysy. Po śmierci księcia w 1807 malarz kontynuował pracę dla księżnej, m.in. portretując ich dorosłe córki i synów.

### Alameda de Osuna
W 1783 książę Osuny nabył tereny i budynki w położonej na północny wschód od Madrytu miejscowości La Alameda, gdzie zamożne rodziny spędzały lato, odpoczywając od miejskiego gwaru. Liczne projekty rozwojowe, zlecone i wdrażane przez księcia, przekształciły miejscowość, która wkrótce zmieniła nazwę na La Alameda de Osuna. W 1792 w posiadłości książąt funkcjonował już pałac, a z inicjatywy księżnej powstały także ogrody nazywane El Capricho. Książę Osuny nabył od Goi cykl sześciu obrazów o niewielkich rozmiarach, do dekoracji nowego pałacu. Zachował się przesłany księciu rachunek z dnia 27 czerwca 1798 za „sześć dzieł o tematyce czarownic”, opiewający na sześć tysięcy reali de vellón.
Często przyjmuje się, że obrazy powstały na bezpośrednie zamówienie księżnej, nie ma na to jednak dowodu. Możliwe, że Goya przedstawił mecenasom gotowe dzieła, które odpowiadały ich gustom. Z tego powodu trudno stwierdzić, czy malarz wykonał je z myślą o konkretnym pałacowym pomieszczeniu, czy też ich lokalizacja została ustalona później. Wiadomo, że obrazy wisiały na pierwszym piętrze w przedpokoju prowadzącym do gabinetu księżnej, który nazywano gabinete de países. Historyk sztuki Frank Irving Heckes uważał, że to pomieszczenie mieściło bibliotekę książąt, dlatego Goya intencjonalnie zawarł w kompozycjach motywy literackie. María Isabel Pérez Hernández, która przeanalizowała inwentarz dóbr sporządzony w 1834 po śmierci księżnej, stwierdziła, że obrazy Goi znajdowały się wówczas w przedpokoju gabinetu de países, ale pozostałe meble i przedmioty z tego pomieszczenia nie wskazywały na to, by pełniło ono funkcję biblioteki. Dzieła Goi wraz z rycinami zostały do niej przeniesione dopiero około 1845.

Cykl Czary
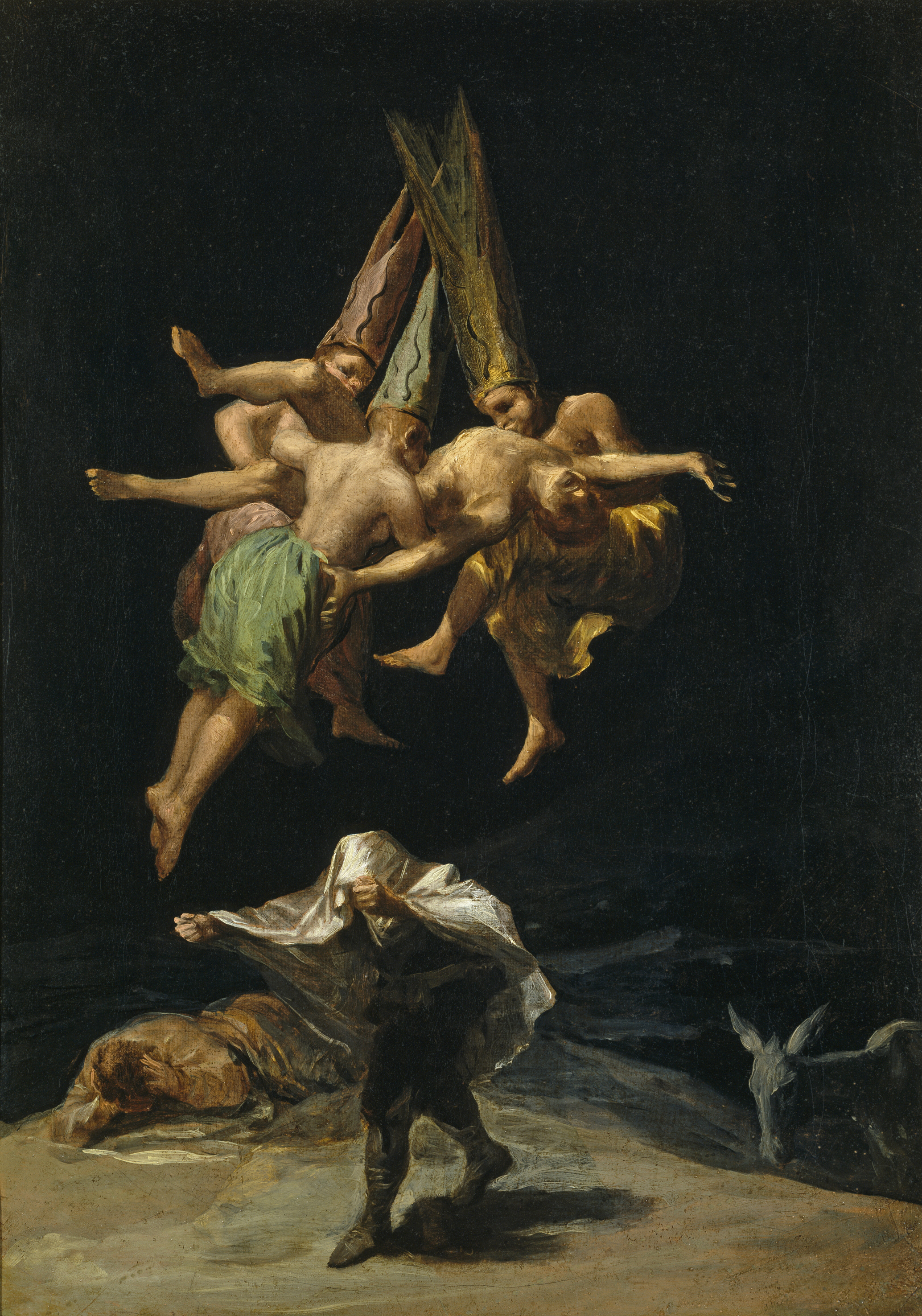
Lot czarowników
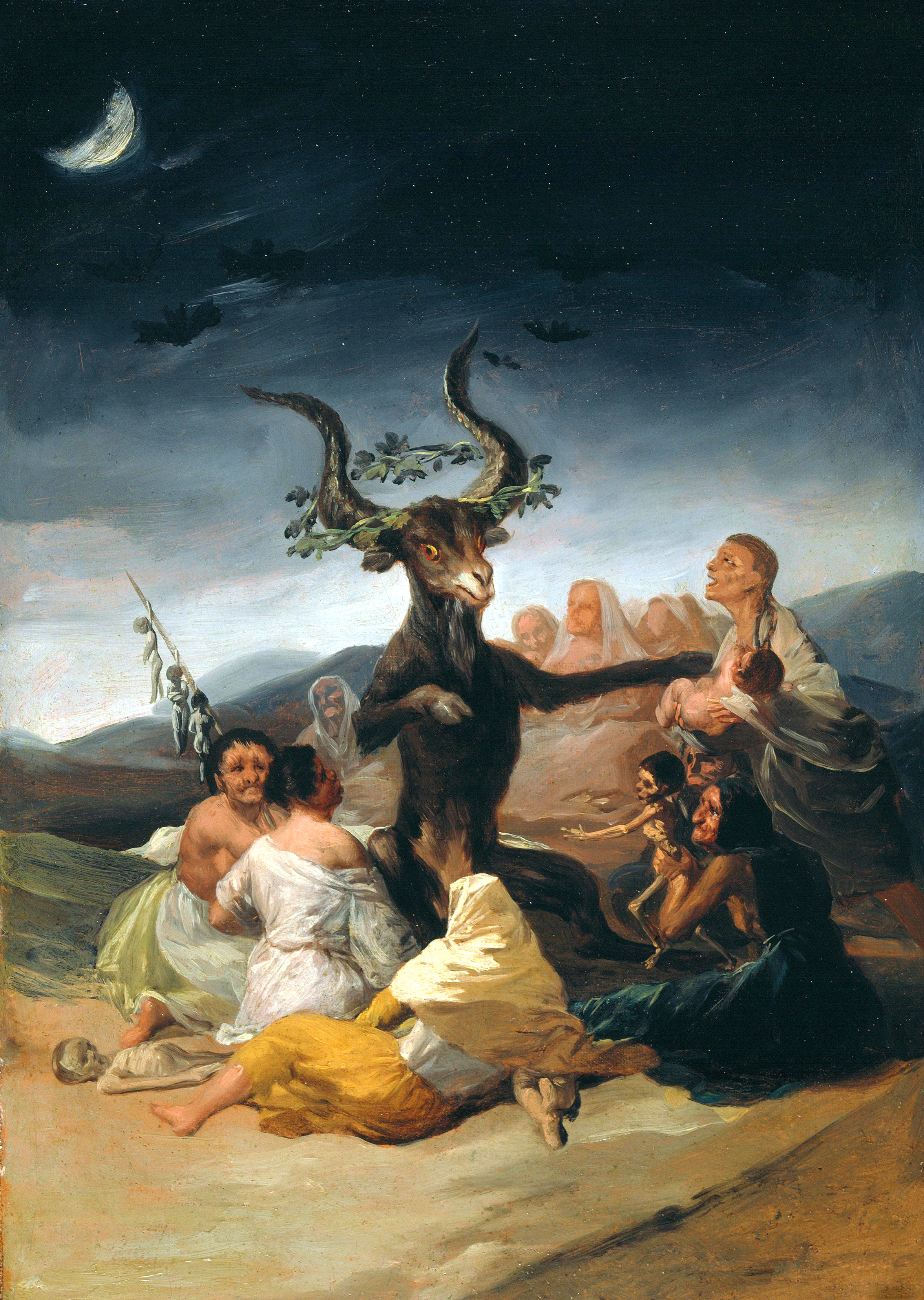
Sabat czarownic lub Wielki kozioł
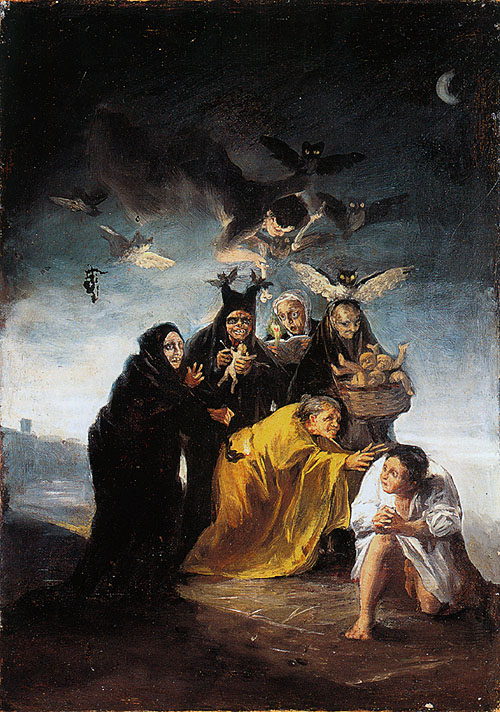
Urok
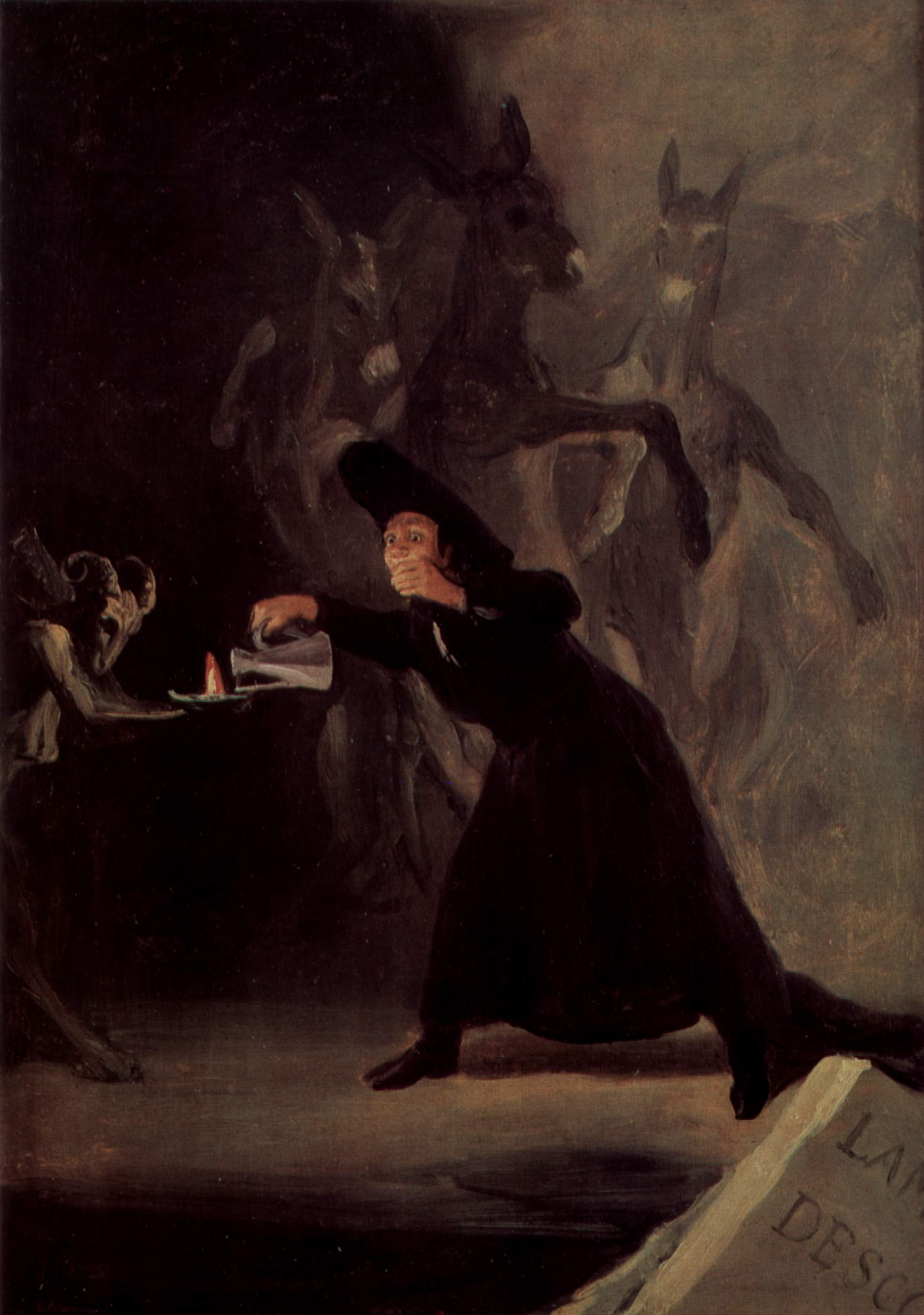
Lampa diabła lub Zauroczony
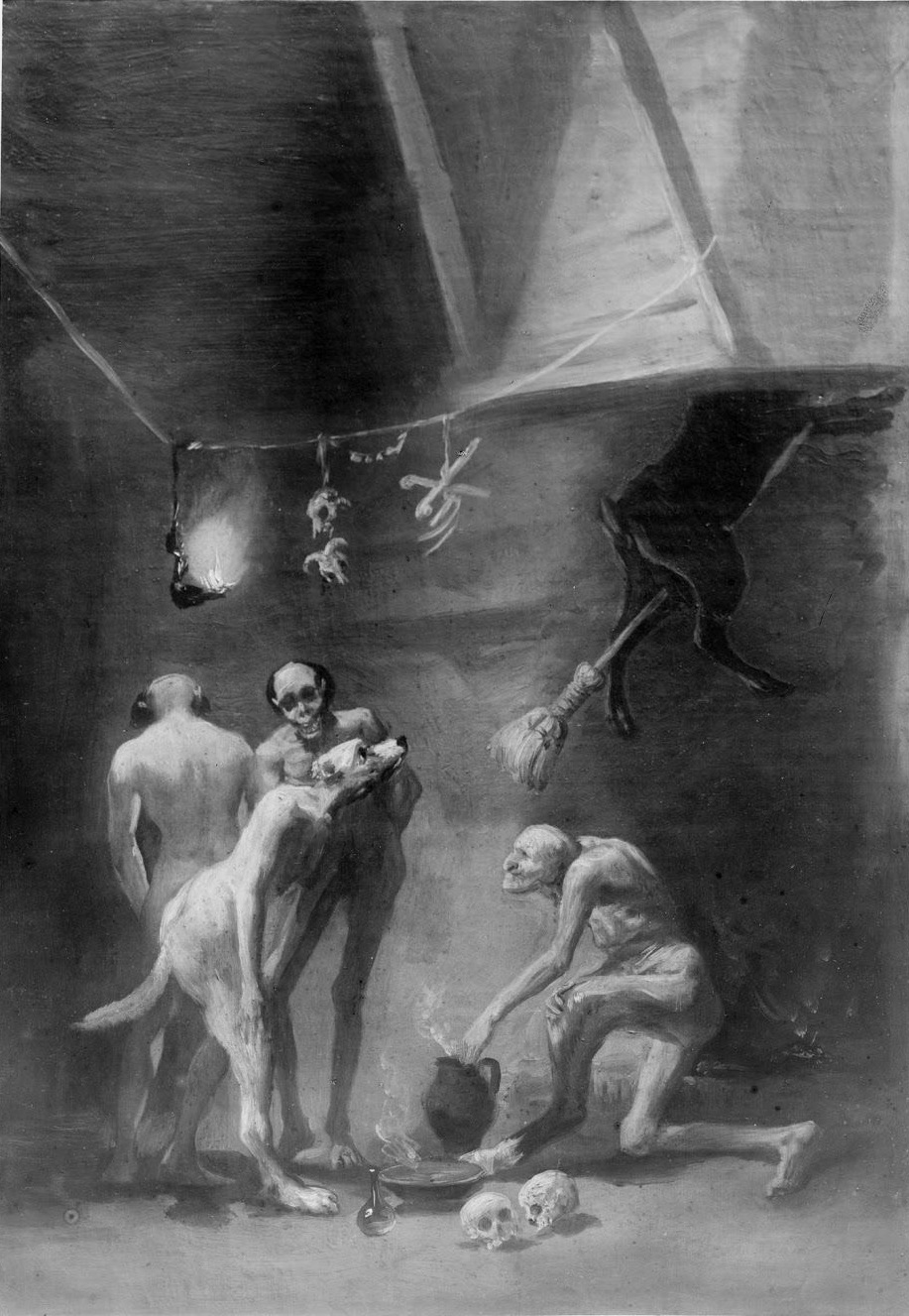
Kuchnia czarownic
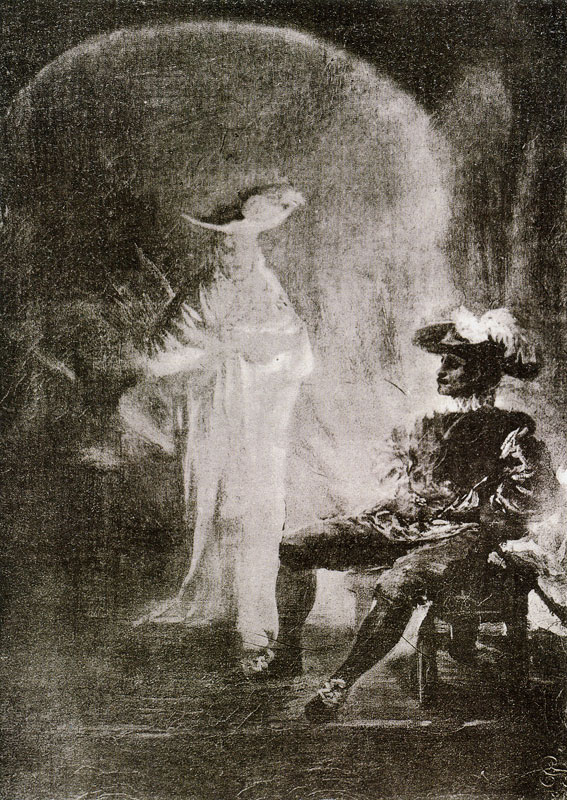
Kamienny gość

### Czary i gusła

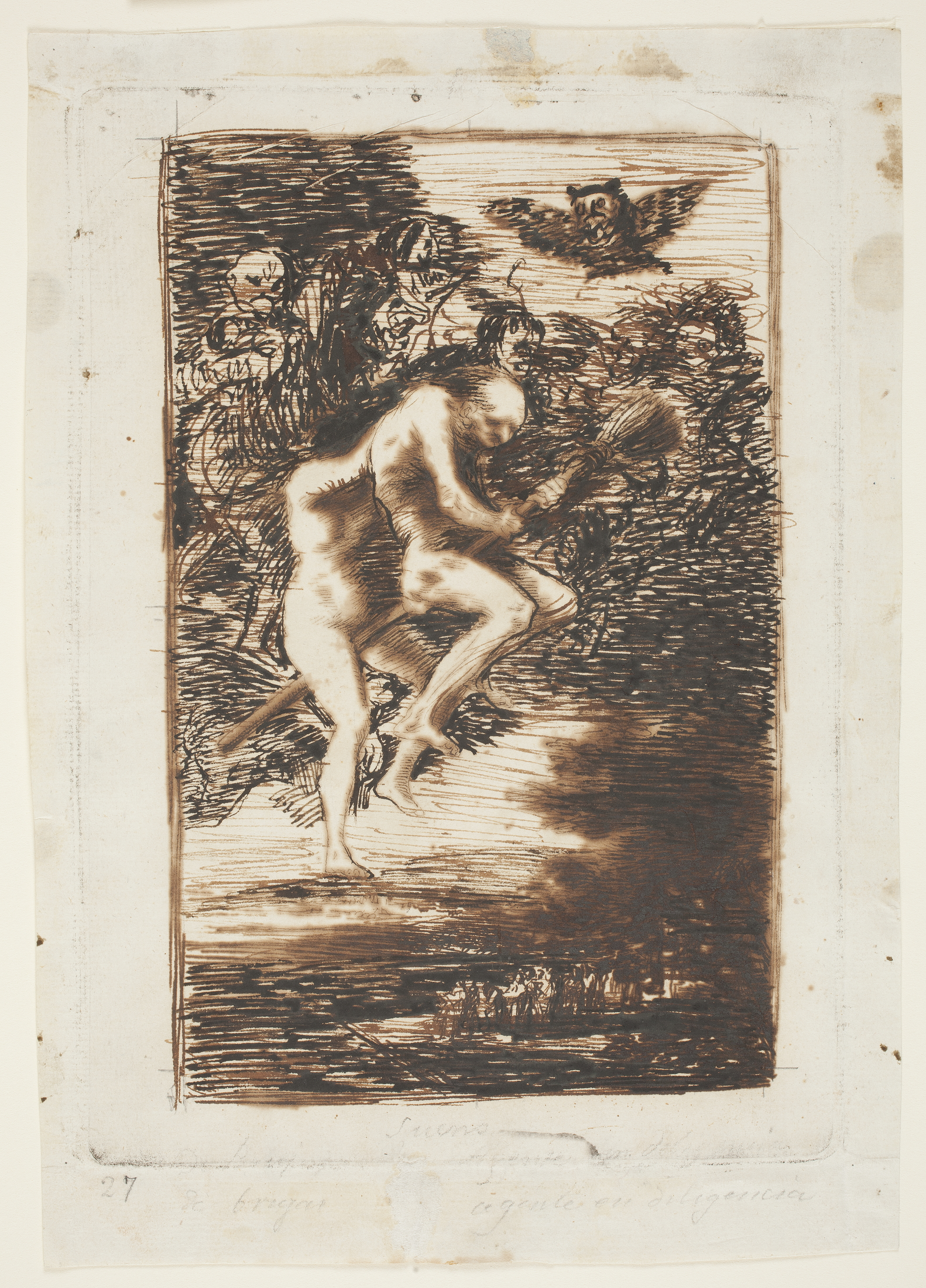
Rysunek ze zbioru „Sny” przedstawiający czarownice, ok. 1797

Tematem dzieł były czarownice i gusła, będące ważnym elementem hiszpańskiego folkloru. Ludowa wiara w czary i demony była powszechna, a dochodzenia i kary inkwizycji dodatkowo ożywiały i legitymizowały przesądy. Ten popularny motyw pojawiał się w sztuce, literaturze i teatrze, często pod postacią satyry. Inspiracją dla Goi były m.in. sztuki teatralne Antonia de Zamory, które mógł oglądać w prywatnym teatrze książąt. Oświecona szlachta (tzw. ilustrados), do której należeli książęta Osuny, nie wierzyła w czary, jednak fascynował ich temat czarnoksięstwa, zjawisk nadprzyrodzonych i związanej z nimi kultury plebejskiej. W bibliotece książąt znajdowały się pozycje dotyczące magii (m.in. Malleus Maleficarum, Diabeł kulawy), na których posiadanie mieli specjalne pozwolenie Świętego Oficjum. Matkę księżnej pasjonowała ezoteryka oraz powieści typu Wathek Williama Beckforda. Wielu oświeconych przyjaciół Goi należało do masonerii. Temat czarów miał podobny wpływ na Goyę, który deklarował niewiarę w czarownice i uważał się za sceptyka, ale bohaterami jego dzieł często były demony i postacie fantastyczne. Nie wiadomo, czy księżna Osuny zasugerowała Goi tematykę obrazów, czy powstały one dzięki jego własnej inwencji. Możliwe, że kiedy Goya pracował nad zleconym przez książęta Portretem generała José de Urrutii, miał okazję pokazać księżnej rysunki ze zbioru zatytułowanego „Sny”, w których podejmował temat czarów, aby ją zainspirować.

### Datowanie
Obrazy zostały namalowane najprawdopodobniej w latach 1797–1798, nie później jednak, niż wskazuje na to data wystawienia rachunku (27 czerwca 1798). Istnieją liczne tematyczne i kompozycyjne podobieństwa do serii rycin Kaprysy, nad którą Goya pracował w tym samym czasie. Kaprysy były satyrą na społeczeństwo hiszpańskie i krytyką fanatyzmu religijnego, inkwizycji i przesądów. José Gudiol datował cykl Czary na lata 1794–1795, przypadające na okres rekonwalescencji malarza po ciężkiej chorobie przebytej na przełomie 1792 i 1793 roku, w wyniku której kompletnie stracił słuch. Powoli wracając do pracy, Goya skupił się na malowaniu obrazów o niewielkich rozmiarach, wymagających mniej fizycznego wysiłku. Częściej malował także kompozycje dyktowane własną wyobraźnią, niepowielające istniejących wzorów i wolne od przyjętych ogólnie kanonów. Według historyka sztuki Moralesa y Marína ta seria została przez Goyę wystawiona w Królewskiej Akademii Sztuk Pięknych św. Ferdynanda w 1799 jako „sześć dziwnych kaprysów”. Książęta prawdopodobnie wypożyczyli Goi obrazy, być może aby wspomóc promocję Kaprysów, które ukazały się w tym samym roku.

## Interpretacja
Goya sięga do twórczości Antonia de Zamory (1660–1727) – hiszpańskiego poety i dramaturga, którego dzieła były wciąż popularne za życia malarza i zyskały szczególne uznanie w XIX wieku. W swoich dziełach Zamora podtrzymywał hiszpańską tradycję, nie ulegał wpływowi ówczesnej mody na literaturę francuską i komedię charakterów. Goya szukał inspiracji w motywach typowo hiszpańskich, mając do wyboru inne, znacznie popularniejsze dzieła. Obraz przedstawia scenę zaczerpniętą z komedii satyrycznej Zamory pt. Siłą zaczarowany. Sztuka została po raz pierwszy wystawiona w 1698 roku, wyśmiewała ludzkie zabobony i łatwowierność. Cieszyła się dużą popularnością i była wielokrotnie wznawiana, m.in. w 1795 w Madrycie. Bohaterem utworu jest bojaźliwy i przesądny kleryk don Claudio, przekonany, że niewolnica Lucia rzuciła na niego urok. Jego życie zależy od podtrzymywania płomienia magicznej lampy oliwnej, znajdującej się w pokoju Lucii. W II akcie sztuki don Claudio razem ze swoim służącym udaje się do pokoju Lucii, aby dolać oliwy do lampy. Na ścianach pokoju wiszą przerażające groteskowe obrazy, a pośrodku znajduje się świecznik z płonącą lampą.
Goya przedstawia Claudia w czarnym habicie duchownego i dużym kapeluszu. Jego postura i mimika zdradzają wielkie przerażenie – górna część ciała jest pochylona do przodu, nogi rozstawione, oczy szeroko otwarte, a lewa dłoń zakrywa usta. Możliwe, że to gest, który chroni go przed tym, aby szatan nie wszedł do jego ciała przez usta, lub Claudio obawia się, że jego oddech może zgasić lampę. Przed nim widać kandelabr w kształcie drewnianego kozła, symbol diabła, który „podaje” płonącą czerwonożółtym płomieniem lampę do napełnienia. Wystraszony don Claudio pospiesznie dolewa oliwy z dzbanka, prawdopodobnie wierząc, że ma przed sobą samego szatana. Na ścianie za nim znajdują się wielkie, groteskowe obrazy w szarobrązowych barwach, przedstawiające taniec osłów stojących na tylnych nogach. Osły, które są symbolem ignorancji i głupoty, podkreślają łatwowierność Claudia. Ich pokraczny taniec to również niebezpieczeństwo dla lampy, która może zostać strącona, a z nią przepadnie życie Claudia. Rzeczywisty świat zostaje zastąpiony wyimaginowanym, zamieszkałym przez przerażające zjawy. Goya zwraca uwagę, że zaburzony umysł może przekształcić rzeczywistość w fantazję, zbliżając się w ten sposób do tematu jego serii rycin pt. Kaprysy.
Podobnie jak inne obrazy z serii Czary, chociaż znacznie wyraźniej, Lampa diabła nawiązuje do teatru. W dolnej części obrazu widoczna jest krawędź szaro-brązowej podłogi sceny. Słowa LAM[PARA]... DESCO[MUNAL]... na kamiennej płycie lub fragmencie książki w lewym dolnym rogu to początek monologu Claudia wypowiadanego w przestawionej na obrazie scenie: „Upiorna lampa,/ której plugawe światło/ wysysa ze mnie oliwę życia/ jakbym był knotem”. Książka znajduje się na pierwszym planie, być może jest to tekst w ręce suflera lub widza. Jest wewnątrz obrazu, ale poza sceną, nie ma też cienia, jest raczej komentarzem do spektaklu. Także efekty świetlne wydają się właściwe dla prawdziwego teatru – płomień lampy odbija się na drewnianym koźle oraz twarzy i dłoniach Claudia, ale światło po prawej stronie ma inne źródło. Również gesty Claudia są teatralne, możliwe, że Goya sportretował prawdziwego aktora, którego interpretację miał okazję obejrzeć.

## Proweniencja
Majątek książąt Osuny został w dużej części roztrwoniony przez ich spadkobierców, zwłaszcza XII księcia Osuny Mariana Télleza-Giróna. W 1896 w Madrycie odbyła się publiczna licytacja posiadłości i kolekcji dzieł sztuki należących do rodziny. Obrazy z cyklu Czary trafiły wtedy do różnych właścicieli, Lampa diabła została zakupiona przez National Gallery w Londynie, gdzie obecnie się znajduje.